# Equatorial Congo Airlines
ECAir - Equatorial Congo Airlines SA war die nationale Fluggesellschaft der Republik Kongo mit Sitz in Brazzaville und Basis auf dem Flughafen Brazzaville Maya-Maya.

## Geschichte

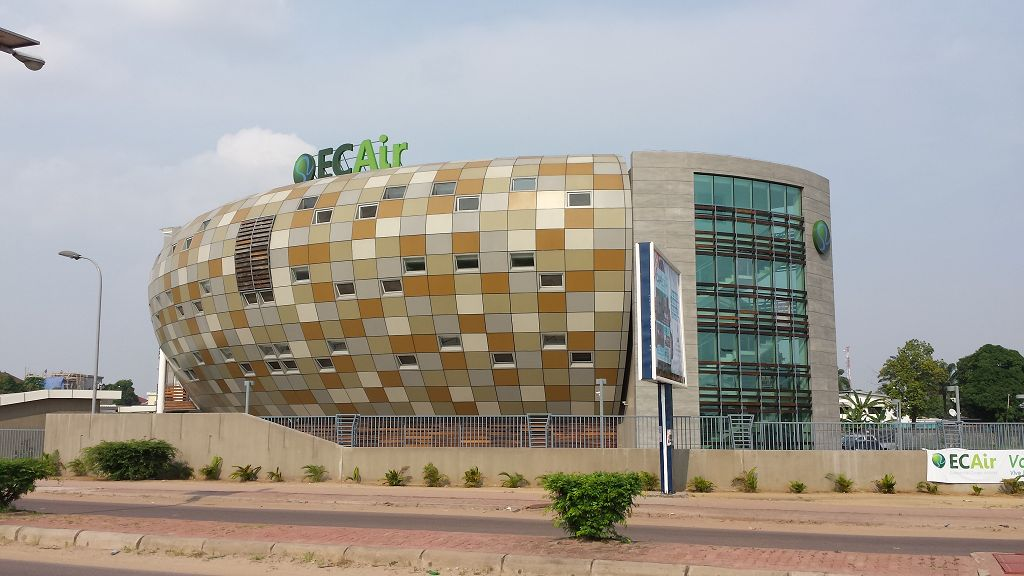
Sitz der Equatorial Congo Airlines am Flughafen Brazzaville

ECAir wurde im Jahr 2011 mit Unterstützung der Lufthansa Consulting und der schweizerischen Fluggesellschaft PrivatAir gegründet. Ein Fünfjahresvertrag mit Lufthansa Consulting sah die Beschaffung weiterer Flugzeuge und die Aufnahme von Auslandsverbindungen vor. Ende April 2012 wurde eine Boeing 757-200, welche das Luftfahrzeugkennzeichen HB-JJD trägt, aus dem Bestand der OpenSkies in die Flotte aufgenommen.
Am 11. April 2015 wurde die Boeing 757-200 mit dem Luftfahrzeugkennzeichen HB-JJE am Flughafen in Paris beschlagnahmt. Ein kongolesischer Unternehmer hatte in Frankreich gegen die Republik Kongo geklagt und Recht bekommen. Am 26. April 2015 konnte die Maschine ausgelöst werden und in den regulären Betrieb zurückkehren.
Im Oktober 2016 musste Equatorial Congo Airlines den Flugbetrieb wegen unbezahlter Rechnungen einstellen.

### Weiternutzung des Namens
Im Mai 2017 wurde eine Boeing 737-700 der TUI Airlines Belgium gemietet um in Kürze den Flugbetrieb (sechs Monate nachdem er eingestellt wurde) wieder aufzunehmen.

## Flugziele
ECAir flog von Brazzaville Ziele innerhalb Afrikas sowie im Nahen Osten an. In Europa wurde Paris bedient.

## Flotte

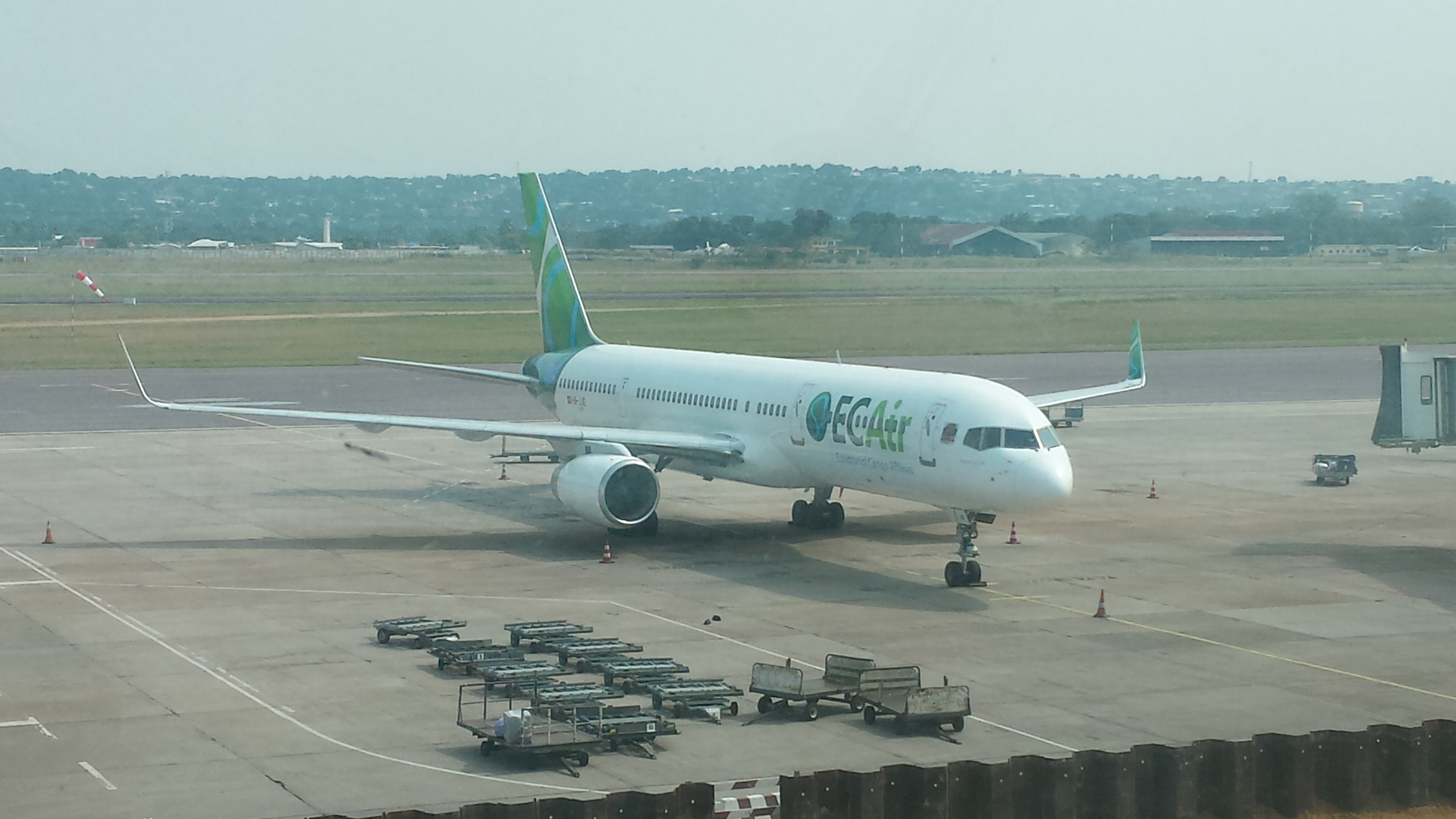
Boeing 757-200 der Equatorial Congo Airlines

Mit Stand Oktober 2015 bestand die Flotte der ECAir aus sieben Flugzeugen:
| Flugzeugtyp      | aktiv | bestellt | Anmerkungen                                                          | Sitzplätze (First/Business/Eco) |
| ---------------- | ----- | -------- | -------------------------------------------------------------------- | ------------------------------- |
| Boeing 737-300   | 1     |          | betrieben für Jetairfly                                              | 120 (-/12/108)                  |
| Boeing 737-700   | 2     |          | mit Winglets ausgestattet; jeweils 1 betrieben von und für Jetairfly | 138 (-/12/126)                  |
| Boeing 757-200   | 2     |          | mit Winglets ausgestattet                                            | 148 (-/16/132)                  |
| Boeing 767-300ER | 1     |          | mit Winglets ausgestattet                                            | 197 (3/30/164)                  |
| Boeing 787-8     | 1     | 1        |                                                                      |                                 |
| Gesamt           | 7     | 1        |                                                                      |                                 |